# Cultura cuitlateca
La cultura cuitlateca o cuitlalteca se desarrolló en el actual Estado de Guerrero, México, y fue de las pocas tribus de la zona, como los coixcas o los yopes, que no se sometió al imperio mexica.
Los cuitlaltecas habitaban un territorio que se extendía desde parte de Michoacán, hasta las márgenes del mar Pacífico, en un territorio de más de doscientas millas de largo. Su capital era la populosa ciudad de Mexcaltepec, situada en la costa, y de la cual solo quedan algunas ruinas.
El grupo se estableció en el sureste de lo que hoy es Michoacán, hacia el año 2500 a. C. y para el 1500 a. C; los purépechas o tarascos los habían expulsado de aquel territorio hasta el área de Zacatula, Coahuayutla y Zirándaro. Por el año 600 a. C., el grupo sufrió más desplazamientos: uno fue al oriente (Atoyac) y los otros al norte (Tlapehuala y San Miguel Totolapan).
Hacia 400 d. C., la lengua y, por supuesto, el pueblo cuitlateca, alcanzaron su máxima expansión sobre las actuales regiones de Costa Grande y Tierra Caliente. Siguiendo la actual división municipal comprendía: Coahuayutla, La Unión, Petatlán, Tecpan, Atoyac, Benito Juárez y Coyuca de Benítez; Cutzamala, Pungarabato, Tlapehuala, Tlalchapa, San Miguel Totolapan, Ajuchitlán y Coyuca de Catalán.
Fue conquistada hacia 1553 por los españoles y aculturizada casi totalmente por procesos como las guerras, el mestizaje y la evangelización; en fecha de 2004, solo quedan algunas pequeñas congregaciones de esta tribu.
El idioma cuitlateco se considera generalmente como una lengua aislada, aunque hay quienes la adscriben al tronco yutoazteca. Se considera una cultura extinta.